# سامانه کنترل حلقه‌باز

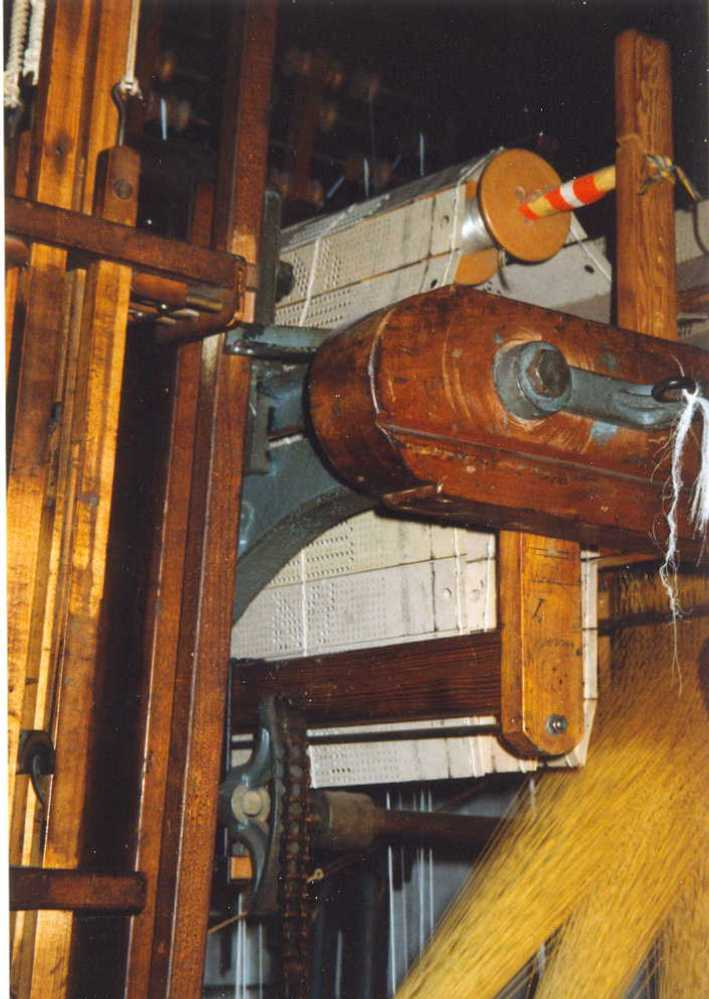
سامانه کنترل حلقه‌باز

سامانه کنترل حلقه‌باز یا کنترل‌گر حلقه‌باز (به انگلیسی: Open-loop controller) که سامانه بدون بازخورد نیز نامیده می‌شود، سامانه کنترلی است که در آن خروجی بر عمل کنترل تأثیری ندارد. در سامانه کنترل حلقه‌باز خروجی با ورودی مقایسه نمی‌شود؛ بنابراین خروجی نه اندازه‌گیری می‌شود و نه بازخورد داده می‌شود.
در سامانه‌های کنترل حلقه‌باز خروجی با ورودی مبنا مقایسه نمی‌شود؛ بنابراین برای هر ورودی مبنا شرط عمل خاصی وجود دارد. از این رو دقت سامانه به کالیبراسیون آن بستگی دارد. سامانه‌های کنترل حلقه‌باز باید به دقت کالیبره شوند و در صورتی مفیدند که این کالیبراسیون را حفظ کنند. چنانچه اغتشاش‌هایی به وجود آید، سامانه حلقه‌باز وظیفه مطلوب را انجام نخواهد داد. سامانه حلقه‌باز فقط در صورتی می‌تواند به کار آید که رابطه میان ورودی و خروجی معلوم و هیچگونه اغتشاش درونی یا برونی وجود نداشته باشد. چنین سامانه‌هایی از نوع کنترل بازخوردی نیستند.

## اجزای سامانه
اجزای سامانه کنترل حلقه‌باز را معمولاً می‌توان به دو بخش تقسیم کرد:کنترل‌کننده و فرایند کنترل‌شونده.
سیگنال ورودی یا فرمان به کنترل‌کننده اعمال می‌شود. خروجی کنترل‌کننده سیگنال کارانداز است که فرایند کنترل‌شونده را کنترل می‌کند. به این ترتیب متغیر کنترل‌شونده بر اساس استاندارد از پیش تعیین شده‌ای عمل خواهد کرد.
http://www.dynomotion.com/Help/BodeScreen/OpenClosedLoop.PNG

## نمونه‌ها
- ماشین لباس‌شویی: خیساندن، شستن و آبکشی در ماشین لباس‌شویی بر اساس یک مبنای زمانی انجام می‌شوند. و ماشین لباس‌شویی سیگنال خروجی یعنی پاکیزگی لباس‌ها را اندازه‌گیری نمی‌کند. دلیل دیگر این است که در این ماشین‌ها معمولاً مدت شستشو کاملاً به نظر و برآورد شخص استفاده‌کننده بستگی دارد.
- کنترل ترافیک از طریق چراغ‌های راهنما به کمک سیگنال‌هایی است که بر مبنای زمان عمل می‌کنند.